# Microdon lutescens
Microdon lutescens är en tvåvingeart som först beskrevs av Walker 1857.  Microdon lutescens ingår i släktet myrblomflugor, och familjen blomflugor. Inga underarter finns listade i Catalogue of Life.